# Parashkol
Parashkol è una suddivisione dell'India, classificata come census town, di 10.989 abitanti, situata nel distretto di Bardhaman, nello stato federato del Bengala Occidentale. In base al numero di abitanti la città rientra nella classe IV (da 10.000 a 19.999 persone).

## Geografia fisica
La città è situata a 23° 38' 07 N e 87° 10' 57 E.

## Società

### Evoluzione demografica
Al censimento del 2001 la popolazione di Parashkol assommava a 10.989 persone, delle quali 6.103 maschi e 4.886 femmine. I bambini di età inferiore o uguale ai sei anni assommavano a 1.528, dei quali 804 maschi e 724 femmine. Infine, coloro che erano in grado di saper almeno leggere e scrivere erano 6.313, dei quali 4.170 maschi e 2.143 femmine.